# Mistrzostwa Świata w Szermierce 1933
Mistrzostwa Świata w Szermierce 1933 – 11. edycja mistrzostw odbyła się po raz drugi w węgierskim mieście Budapeszt.

## Klasyfikacja medalowa
| Lp. | Państwo         | złoto | srebro | brąz | Razem |
| --- | --------------- | ----- | ------ | ---- | ----- |
| 1   | Włochy          | 3     | 4      | 1    | 8     |
| 2   | Węgry           | 3     | 1      | 1    | 5     |
| 3   | Wielka Brytania | 1     | 1      | 2    | 4     |
| 4   | Francja         | 1     | 1      | 1    | 3     |
| 5   | Austria         | -     | 1      | 1    | 2     |
| 6   | Dania           | -     | -      | 1    | 1     |
| -   | Szwecja         | -     | -      | 1    | 1     |

## Medaliści

### Mężczyźni
| Złoto | Srebro                                                                                                | Brąz                                                                                                  |
| Floret | | |
| Gioacchino Guaragna | Giulio Gaudini                                                                                        | Emrys Lloyd                                                                                           |
| Włochy · Giorgio Bocchino · Manlio Di Rosa · Gioacchino Guaragna · Giorgio Macerata · Giuliano Nostini · Saverio Ragno    | Austria · Ernst Baylon · Richard Brünner · Kurt Ettinger · Josef Losert · Hans Lion                   | Węgry · Sándor Gözsy · János Hajdú · József Hatz · Ottó Hatz · Lajos Maszlay · Egon Meszlényi         |
| Szpada | | |
| Georges Buchard | Saverio Ragno                                                                                         | Bernard Schmetz                                                                                       |
| Włochy · Giancarlo Brusati · Giancarlo Cornaggia-Medici · Renzo Minoli · Saverio Ragno · Franco Riccardi · Mario Visconti | Francja · Georges Buchard · Jacques Coutrot · Louis Prat · Paul Rousset · Bernard Schmetz             | Szwecja · Raul Årmann · Curt Dahlgren · Hans Drakenberg · Gustaf Dyrssen · Bo Lindman · Sven Thofelt  |
| Szabla | | |
| Endre Kabos | Gustavo Marzi                                                                                         | Giulio Gaudini                                                                                        |
| Węgry · Aladár Gerevich · György Jekelfalssy · Endre Kabos · Pál Kovács · Lajos Maszlay · László Rajcsányi · Antal Zirczy | Włochy · Giulio Gaudini · Gustavo Marzi · Vincenzo Pinton · Emilio Salafia · Silvio Turchi · Ugo Ughi | Wielka Brytania · Charles de Beaumont · Craven Hohler · Emrys Lloyd · Arthur Pilbrow · Oliver Trinder |

### Kobiety
| Złoto                                                        | Srebro                                                                                | Brąz                                                                                             |
| Floret                                                       |                                                                                       |                                                                                                  |
| Gwendoline Neligan                                           | Erna Bogáti                                                                           | Mitzi With                                                                                       |
| Węgry · Erna Bogáti · Margit Danÿ · Ilona Elek · Margit Elek | Wielka Brytania · Betty Arbuthnott · Mary Geddes · Judy Guinness · Gwendoline Neligan | Austria · Grete Friedmann · Elisabeth Grasser · Minna Kastner · Anni Roth · Frieda von Gregurich |